# Liudmila Cernîh
Liudmila Ivanovna Cernîh (în rusă Людми́ла Ива́новна Черны́х, în ucraineană Людмила Іванівна Черних; n. 13 iunie 1935, Shuya, RSFS Rusă, URSS – d. 28 iulie 2017) a fost o astronomă sovietică, rusă și ucraineană.

## Biografie
În 1959, Liudmila Ivanovna Cernîh a obținut diploma Institutului Pedagogic de Stat din Irkutsk. Între 1959 și 1963, ea a lucrat în laboratorul timp și frecvență al Institutului Național de Cercetări Fizico-Tehnice și Radiotehnice din Irkutsk, unde a efectuat observații de astrometrie pentru Serviciul timp. Între 1964 și 1998, ea a fost «lucrător științific» la Institutul de Astronomie Teoretică al Academiei de Științe al URSS (Academia Rusă de Științe, din 1991), lucrând la baza observațiilor  Institutului la Observatorul Astrofizic din Crimeea, la Naucinîi. Din 1998, Liudmila Cernîh lucrează la Observatorul Astrofizic din Crimeea.
Liudmila a fost soția și colega lui Nikolai Stepanovici Cernîh. Asteroidul 2325 Chernykh / 2325 Cernîh, descoperit de astronomul ceh Antonín Mrkos, a fost numit în onoarea lor.
Liudmila Cernîh a descoperit mulți asteroizi, între care asteroizii Apollo, 2212 Hephaistos și 3147 Samantha.
| Asteroizi descoperiți: 267                     | Asteroizi descoperiți: 267 |
| ---------------------------------------------- | -------------------------- |
| 1737 Severny                                   | 13 octombrie 1966          |
| 1771 Makover                                   | 24 ianuarie 1968           |
| 1772 Gagarin                                   | 6 februarie 1968           |
| 1789 Dobrovolsky                               | 19 august 1966             |
| 1790 Volkov                                    | 9 martie 1967              |
| 1792 Reni                                      | 24 ianuarie 1968           |
| 1805 Dirikis                                   | 1 aprilie 1970             |
| 1828 Kashirina                                 | 14 august 1966             |
| 1832 Mrkos                                     | 11 august 1969             |
| 1833 Shmakova                                  | 11 august 1969             |
| 1855 Korolev                                   | 8 octombrie 1969           |
| 1856 Růžena                                    | 8 octombrie 1969           |
| 1889 Pakhmutova                                | 24 ianuarie 1968           |
| 1890 Konoshenkova                              | 6 februarie 1968           |
| 1956 Artek                                     | 8 octombrie 1969           |
| 1957 Angara                                    | 1 aprilie 1970             |
| 1975 Pikelner                                  | 11 august 1969             |
| 1976 Kaverin                                   | 1 aprilie 1970             |
| 2008 Konstitutsiya                             | 27 septembrie 1973         |
| 2030 Belyaev                                   | 8 octombrie 1969           |
| 2031 BAM                                       | 8 octombrie 1969           |
| 2092 Sumiana                                   | 16 octombrie 1969          |
| 2127 Tanya                                     | 29 mai 1971                |
| 2132 Zhukov                                    | 3 octombrie 1975           |
| 2142 Landau                                    | 3 aprilie 1972             |
| 2144 Marietta                                  | 18 ianuarie 1975           |
| 2186 Keldysh                                   | 27 septembrie 1973         |
| 2205 Glinka                                    | 27 septembrie 1973         |
| 2212 Hephaistos                                | 27 septembrie 1978         |
| 2245 Hekatostos                                | 24 ianuarie 1968           |
| 2266 Tchaikovsky                               | 12 noiembrie 1974          |
| 2273 Yarilo                                    | 6 martie 1975              |
| 2279 Barto                                     | 25 februarie 1968          |
| 2296 Kugultinov                                | 18 ianuarie 1975           |
| 2341 Aoluta                                    | 16 decembrie 1976          |
| 2352 Kurchatov                                 | 10 septembrie 1969         |
| 2354 Lavrov[1]                                 | 9 august 1978              |
| 2385 Mustel                                    | 11 noiembrie 1969          |
| 2386 Nikonov                                   | 19 septembrie 1974         |
| 2419 Moldavia                                  | 19 septembrie 1974         |
| 2446 Lunacharsky                               | 14 octombrie 1971          |
| 2448 Sholokhov                                 | 18 ianuarie 1975           |
| 2457 Rublyov                                   | 3 octombrie 1975           |
| 2467 Kollontai                                 | 14 august 1966             |
| 2468 Repin                                     | 8 octombrie 1969           |
| 2480 Papanov                                   | 16 decembrie 1976          |
| 2489 Suvorov                                   | 11 iulie 1975              |
| 2530 Shipka                                    | 9 iulie 1978               |
| 2540 Blok                                      | 13 octombrie 1971          |
| 2551 Decabrina                                 | 16 decembrie 1976          |
| 2561 Margolin                                  | 8 octombrie 1969           |
| 2609 Kiril-Metodi[1]                           | 9 august 1978              |
| 2669 Shostakovich                              | 16 decembrie 1976          |
| 2692 Chkalov                                   | 16 decembrie 1976          |
| 2699 Kalinin                                   | 16 decembrie 1976          |
| 2755 Avicenna                                  | 26 septembrie 1973         |
| 2756 Dzhangar                                  | 19 septembrie 1974         |
| 2807 Karl Marx                                 | 15 octombrie 1969          |
| 2833 Radishchev[1]                             | 9 august 1978              |
| 2837 Griboedov                                 | 13 octombrie 1971          |
| 2877 Likhachev                                 | 8 octombrie 1969           |
| 2894 Kakhovka                                  | 27 septembrie 1978         |
| 2907 Nekrasov                                  | 3 octombrie 1975           |
| 2931 Mayakovsky                                | 16 octombrie 1969          |
| 2948 Amosov                                    | 8 octombrie 1969           |
| 2965 Surikov                                   | 18 ianuarie 1975           |
| 2977 Chivilikhin                               | 19 septembrie 1974         |
| 2998 Berendeya                                 | 3 octombrie 1975           |
| 3010 Ushakov                                   | 27 septembrie 1978         |
| 3052 Herzen                                    | 16 decembrie 1976          |
| 3126 Davydov                                   | 8 octombrie 1969           |
| 3127 Bagration                                 | 27 septembrie 1973         |
| 3147 Samantha                                  | 16 decembrie 1976          |
| 3232 Brest                                     | 19 septembrie 1974         |
| 3273 Drukar                                    | 3 octombrie 1975           |
| 3321 Dasha                                     | 3 octombrie 1975           |
| 3332 Raksha                                    | 4 iulie 1978               |
| 3384 Daliya                                    | 19 septembrie 1974         |
| 3429 Chuvaev                                   | 19 septembrie 1974         |
| 3441 Pochaina                                  | 8 octombrie 1969           |
| 3483 Svetlov                                   | 16 decembrie 1976          |
| 3523 Arina                                     | 3 octombrie 1975           |
| 3577 Putilin                                   | 7 octombrie 1969           |
| 3588 Kirik                                     | 8 octombrie 1981           |
| 3608 Kataev                                    | 27 septembrie 1978         |
| 3659 Bellingshausen                            | 8 octombrie 1969           |
| 3681 Boyan                                     | 27 august 1974             |
| 3702 Trubetskaya                               | 3 iulie 1970               |
| 3703 Volkonskaya                               | 9 august 1978              |
| 3719 Karamzin                                  | 16 decembrie 1976          |
| 3747 Belinskij                                 | 5 noiembrie 1975           |
| 3770 Nizami                                    | 24 august 1974             |
| 3804 Drunina                                   | 8 octombrie 1969           |
| 3890 Bunin                                     | 18 decembrie 1976          |
| 3963 Paradzhanov                               | 8 octombrie 1969           |
| 3967 Shekhtelia                                | 16 decembrie 1976          |
| 3968 Koptelov                                  | 8 octombrie 1978           |
| 4022 Nonna                                     | 8 octombrie 1981           |
| 4135 Svetlanov[2]                              | 14 august 1966             |
| 4164 Shilov                                    | 16 octombrie 1969          |
| 4174 Pikulia                                   | 16 septembrie 1982         |
| 4184 Berdyayev                                 | 8 octombrie 1969           |
| 4195 Esambaev                                  | 19 septembrie 1982         |
| 4196 Shuya                                     | 16 septembrie 1982         |
| 4229 Plevitskaya                               | 22 ianuarie 1971           |
| 4235 Tatishchev                                | 27 septembrie 1978         |
| 4244 Zakharchenko                              | 7 octombrie 1981           |
| 4286 Rubtsov                                   | 8 august 1988              |
| 4304 Geichenko                                 | 27 septembrie 1973         |
| 4361 Nezhdanova                                | 9 octombrie 1977           |
| 4371 Fyodorov                                  | 10 aprilie 1983            |
| 4426 Roerich                                   | 15 octombrie 1969          |
| 4437 Yaroshenko                                | 10 aprilie 1983            |
| 4449 Sobinov                                   | 3 septembrie 1987          |
| 4485 Radonezhskij                              | 27 august 1987             |
| 4537 Valgrirasp                                | 2 septembrie 1987          |
| 4560 Klyuchevskij                              | 16 decembrie 1976          |
| 4594 Dashkova                                  | 17 mai 1980                |
| 4605 Nikitin                                   | 18 septembrie 1987         |
| 4616 Batalov                                   | 17 ianuarie 1975           |
| 4622 Solovjova                                 | 16 noiembrie 1979          |
| 4623 Obraztsova                                | 24 octombrie 1981          |
| 4681 Ermak                                     | 8 octombrie 1969           |
| 4682 Bykov                                     | 27 septembrie 1973         |
| 4758 Hermitage                                 | 27 septembrie 1978         |
| 4762 Dobrynya                                  | 16 septembrie 1982         |
| 4810 Ruslanova                                 | 14 aprilie 1972            |
| 4869 Piotrovsky                                | 26 octombrie 1989          |
| 4879 Zykina                                    | 12 noiembrie 1974          |
| 4880 Tovstonogov                               | 14 octombrie 1975          |
| 4915 Solzhenitsyn                              | 8 octombrie 1969           |
| 4918 Rostropovich                              | 24 august 1974             |
| 4919 Vishnevskaya                              | 19 septembrie 1974         |
| 4926 Smoktunovskij                             | 16 septembrie 1982         |
| 4944 Kozlovskij                                | 2 septembrie 1987          |
| 4980 Magomaev                                  | 19 septembrie 1974         |
| 4981 Sinyavskaya                               | 12 noiembrie 1974          |
| 5014 Gorchakov                                 | 19 septembrie 1974         |
| 5043 Zadornov                                  | 19 septembrie 1974         |
| 5055 Opekushin                                 | 13 august 1986             |
| 5076 Lebedev-Kumach                            | 26 septembrie 1973         |
| 5078 Solovjev-Sedoj                            | 19 septembrie 1974         |
| 5091 Isakovskij                                | 25 septembrie 1981         |
| 5104 Skripnichenko                             | 7 septembrie 1986          |
| 5154 Leonov                                    | 8 octombrie 1969           |
| 5158 Ogarev                                    | 16 decembrie 1976          |
| 5300 Sats                                      | 19 septembrie 1974         |
| 5315 Bal'mont                                  | 16 septembrie 1982         |
| 5359 Markzakharov                              | 24 august 1974             |
| 5361 Goncharov                                 | 16 decembrie 1976          |
| 5385 Kamenka                                   | 3 octombrie 1975           |
| 5483 Cherkashin                                | 17 octombrie 1990          |
| 5612 Nevskij                                   | 3 octombrie 1975           |
| 5613 Donskoj                                   | 16 decembrie 1976          |
| 5675 Evgenilebedev                             | 7 septembrie 1986          |
| 5711 Eneev                                     | 27 septembrie 1978         |
| 5795 Roshchina                                 | 27 septembrie 1978         |
| 5807 Mshatka                                   | 30 august 1986             |
| 5827 Letunov                                   | 15 noiembrie 1990          |
| 5857 Neglinka                                  | 3 octombrie 1975           |
| 5858 Borovitskia                               | 28 septembrie 1978         |
| 5940 Feliksobolev                              | 8 octombrie 1981           |
| 5955 Khromchenko                               | 2 septembrie 1987          |
| 6110 Kazak                                     | 4 iulie 1978               |
| 6113 Tsap                                      | 16 septembrie 1982         |
| 6121 Plachinda                                 | 2 septembrie 1987          |
| 6161 Vojno-Yasenetsky                          | 14 octombrie 1971          |
| 6166 Univsima                                  | 27 septembrie 1978         |
| 6180 Bystritskaya                              | 8 august 1986              |
| 6232 Zubitskia[1]                              | 19 septembrie 1985         |
| 6355 Univermoscow                              | 15 octombrie 1969          |
| 6374 Beslan                                    | 8 august 1986              |
| 6432 Temirkanov                                | 3 octombrie 1975           |
| 6511 Furmanov                                  | 27 august 1987             |
| 6538 Muraviov                                  | 25 septembrie 1981         |
| 6547 Vasilkarazin                              | 2 septembrie 1987          |
| 6573 Magnitskij                                | 19 septembrie 1974         |
| 6589 Jankovich[1]                              | 19 septembrie 1985         |
| 6591 Sabinin                                   | 7 septembrie 1986          |
| 6619 Kolya                                     | 27 septembrie 1973         |
| 6679 Gurzhij                                   | 16 octombrie 1969          |
| 6755 Solov'yanenko                             | 16 decembrie 1976          |
| 6764 Kirillavrov                               | 7 octombrie 1981           |
| 6783 Gulyaev                                   | 24 septembrie 1990         |
| 6784 Bogatikov                                 | 28 octombrie 1990          |
| 6890 Savinykh                                  | 3 septembrie 1975          |
| 6942 Yurigulyaev                               | 16 decembrie 1976          |
| 7370 Krasnogolovets                            | 27 septembrie 1978         |
| 7457 Veselov                                   | 16 septembrie 1982         |
| 7468 Anfimov                                   | 17 octombrie 1990          |
| 7469 Krikalev                                  | 15 noiembrie 1990          |
| 7726 Olegbykov                                 | 27 august 1974             |
| 7730 Sergerasimov                              | 4 iulie 1978               |
| 7869 Pradun                                    | 2 septembrie 1987          |
| 7924 Simbirsk[1]                               | 6 august 1986              |
| 7978 Niknesterov                               | 27 septembrie 1978         |
| 8132 Vitginzburg                               | 18 decembrie 1976          |
| 8244 Mikolaichuk                               | 3 octombrie 1975           |
| 8444 Popovich                                  | 8 octombrie 1969           |
| 8608 Chelomey                                  | 16 decembrie 1976          |
| 8839 Novichkova                                | 24 octombrie 1989          |
| 8985 Tula[1]                                   | 9 august 1978              |
| 9146 Tulikov                                   | 16 decembrie 1976          |
| 9150 Zavolokin                                 | 27 septembrie 1978         |
| 9154 Kol'tsovo                                 | 16 septembrie 1982         |
| 9167 Kharkiv                                   | 18 septembrie 1987         |
| 9168 Sarov                                     | 18 septembrie 1987         |
| 9176 Struchkova                                | 15 noiembrie 1990          |
| 9516 Inasan                                    | 16 decembrie 1976          |
| 9549 Akplatonov[1]                             | 19 septembrie 1985         |
| 9565 Tikhonov                                  | 18 septembrie 1987         |
| 9566 Rykhlova                                  | 18 septembrie 1987         |
| 9609 Ponomarevalya                             | 26 august 1992             |
| 9718 Gerbefremov                               | 16 decembrie 1976          |
| 9733 Valtikhonov [1]                           | 19 septembrie 1985         |
| 9933 Alekseev[1]                               | 19 septembrie 1985         |
| 10001 Palermo                                  | 8 octombrie 1969           |
| 10002 Bagdasarian                              | 8 octombrie 1969           |
| 10007 Malytheatre                              | 16 decembrie 1976          |
| 10010 Rudruna[1]                               | 9 august 1978              |
| 10015 Valenlebedev                             | 27 septembrie 1978         |
| 10023 Vladifedorov                             | 17 noiembrie 1979          |
| 10054 Solomin                                  | 17 septembrie 1987         |
| 10262 Samoilov                                 | 3 octombrie 1975           |
| 10286 Shnollia                                 | 16 septembrie 1982         |
| 10459 Vladichaika                              | 27 septembrie 1978         |
| 10992 Veryuslaviya                             | 19 septembrie 1974         |
| 11016 Borisov                                  | 16 septembrie 1982         |
| 11027 Astaf'ev                                 | 7 septembrie 1986          |
| 11480 Velikij Ustyug                           | 7 septembrie 1986          |
| 11782 Nikolajivanov                            | 8 octombrie 1969           |
| 11824 Alpaidze                                 | 16 septembrie 1982         |
| 12190 Sarkisov                                 | 27 septembrie 1978         |
| 12219 Grigor'ev                                | 19 septembrie 1982         |
| 12664 Sonisenia                                | 27 septembrie 1978         |
| 13477 Utkin                                    | 5 noiembrie 1975           |
| 13479 Vet                                      | 8 octombrie 1977           |
| 13480 Potapov[1]                               | 9 august 1978              |
| 13904 Univinnitsa                              | 3 octombrie 1975           |
| 13922 Kremenia[1]                              | 19 septembrie 1985         |
| 14339 Knorre                                   | 10 aprilie 1983            |
| 14789 GAISH                                    | 8 octombrie 1969           |
| 14834 Isaev                                    | 17 septembrie 1987         |
| 15199 Rodnyanskaya                             | 19 septembrie 1974         |
| 15212 Yaroslavl'                               | 17 noiembrie 1979          |
| 15669 Pshenichner                              | 19 septembrie 1974         |
| 15675 Goloseevo                                | 27 septembrie 1978         |
| 15676 Almoisheev                               | 8 octombrie 1978           |
| 15702 Olegkotov                                | 2 septembrie 1987          |
| 16395 Ioannpravednyj                           | 23 octombrie 1981          |
| 16407 Oiunskij[1]                              | 19 septembrie 1985         |
| 16515 Usman'grad                               | 15 noiembrie 1990          |
| 16516 Efremlevitan                             | 15 noiembrie 1990          |
| 17358 Lozino-Lozinskij                         | 27 septembrie 1978         |
| 18285 Vladplatonov                             | 14 aprilie 1972            |
| 18287 Verkin                                   | 3 octombrie 1975           |
| 18293 Pilyugin                                 | 27 septembrie 1978         |
| 18294 Rudenko                                  | 27 septembrie 1978         |
| 19919 Pogorelov                                | 8 octombrie 1977           |
| 19962 Martynenko                               | 7 septembrie 1986          |
| 23402 Turchina                                 | 8 octombrie 1969           |
| (24604) 1973 SP4                               | 27 septembrie 1973         |
| 24648 Evpatoria[1]                             | 19 septembrie 1985         |
| 24649 Balaklava[1]                             | 19 septembrie 1985         |
| 29081 Krymradio                                | 27 septembrie 1978         |
| 32735 Strekalov                                | 27 septembrie 1978         |
| (43783) 1989 UX7                               | 24 octombrie 1989          |
| 1. 1 cu Nikolai Cernîh 2. 2 cu Tamara Smirnova |                            |

Împreună cu astronoma rusă Tamara Smirnova, Liudmila Cernîh a descoperit cometa periodică 74P/Smirnova-Chernykh.